# Pete Wentz
Peter Lewis Kingston Wentz III (Wilmette, Illinois, 5 juni 1979) is de bassist en de achtergrondzanger van de Amerikaanse band Fall Out Boy.

## Biografie
Wentz kreeg les op de New Trier High School en op de North Shore Country Day School. Hij slaagde in 1997 voor zijn examen en studeerde daarna politicologie aan de DePaul University. Hij staakte zijn studie echter voortijdig om zich meer op muziek te richten.
Op 17 mei 2008 trad Wentz in het huwelijk met zangeres Ashlee Simpson, met wie hij al enkele jaren een relatie had. Het paar kondigde in mei 2008 aan dat zij hun eerste kind verwachtten. Hun zoon, Bronx Mowgli Wentz, werd op 20 november 2008 geboren. Op 9 februari 2011 werd bekend dat Ashlee Simpson en Pete Wentz gaan scheiden. De scheiding was op 7 december 2011 officieel.

## Carrière
Wentz had op jonge leeftijd al veel belangstelling voor muziek. In de jaren 90 zat hij in diverse onbekende bandjes. Hij brak pas door met de band Fall Out Boy, waar hij nog steeds deel van uitmaakt, samen met Patrick Stump (zanger), Andy Hurley (drummer) en Joe Trohman (gitarist). In 2002 bracht Fall Out Boy zijn eerste cd uit, getiteld Fall Out Boy/Project Rocket Split EP. Kort daarna, in 2003, bracht de band zijn tweede cd uit, Fall Out Boy's Evening Out with Your Girlfriend, bij de platenmaatschappij Uprising Records. Fall Out Boy kondigde in 2009 een onderbreking voor onbepaalde tijd aan, inmiddels heeft Fall Out Boy in april 2013 een nieuw album uitgebracht met de naam: Save Rock And Roll met features van onder andere Big Sean, Courtney Love & Elton John. In 2015 kwam Fall Out Boy met American Beauty/American Psycho. Dit als gevolg van hun tour met Paramore. Ook kondigden ze na het album een nieuwe tour aan: American Beauty/American Psycho Tour. 
Wentz speelde ook een kleine rol in de populaire televisieserie One Tree Hill. Hierin speelde hij zichzelf als vriend van Peyton Sawyer.
- International Standard Name Identifier: 0000 0000 7115 0912
- Library of Congress Control Number: n2009059462
- MusicBrainz: 26cea341-dfab-483f-9cdb-8de82da81019
- Virtual International Authority File: 100680616
- WorldCat: E39PBJbCHqCpRpb6Cj84Rf6dwC